# Académie de Besançon

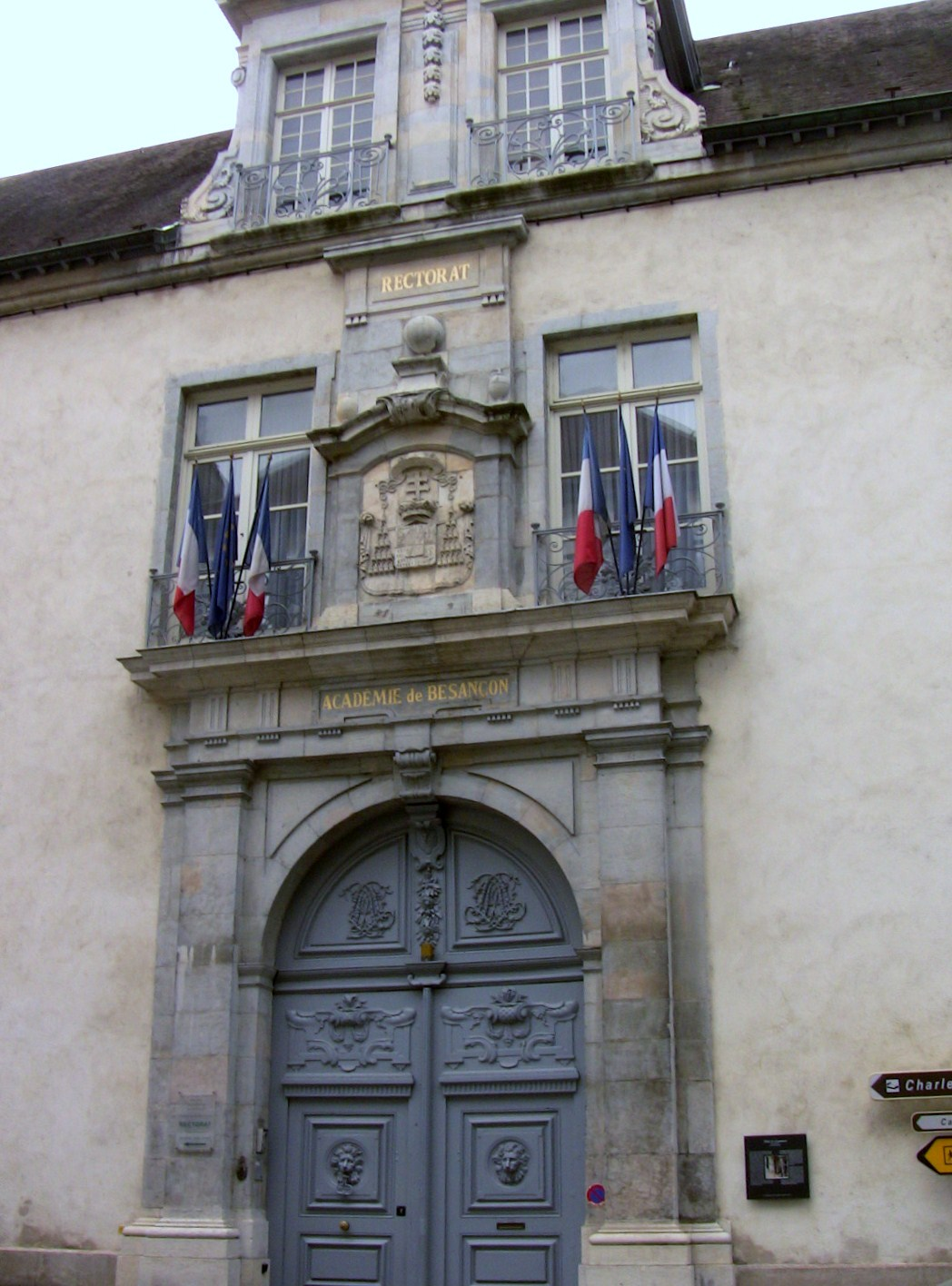
Rectorat de Besançon.

Pour la société savante, voir Académie des sciences, belles-lettres et arts de Besançon et de Franche-Comté.
L'académie de Besançon est une circonscription éducative française gérée par un recteur d'académie, chancelier des universités, qui regroupe l'ensemble des établissements scolaires de Franche-Comté à travers quatre inspections académiques, soit une par département : le Doubs, le Jura, la Haute-Saône et le Territoire de Belfort.
L’académie de Besançon fait partie de la zone A depuis la rentrée scolaire 2015-2016.
L'université de l'académie est l'université Marie-et-Louis-Pasteur.

## Recteurs
- 1882-1884 : Charles Jeanmaire
- 1919-1935 : Franck Alengry
- 1976-1982 : Henri Legohérel
- 1982-1989 : Jean Gallot
- 1989-1992 : Philippe Joutard
- 1992-1993 : Jacques Vaudiaux
- 1993-1995 : Guy Isaac
- 1995-1999 : Jean Michel Lacroix
- 1999-2002 : Aleth Manin
- 2002-2007 : Anne Sancier-Chateau
- 2007-2010 : Marie-Jeanne Philippe
- 2010-2014 : Éric Martin
- 2014-2022 : Jean-François Chanet
- 2022- en cours : Nathalie Albert-Moretti